# Westbourne Park (London Underground)

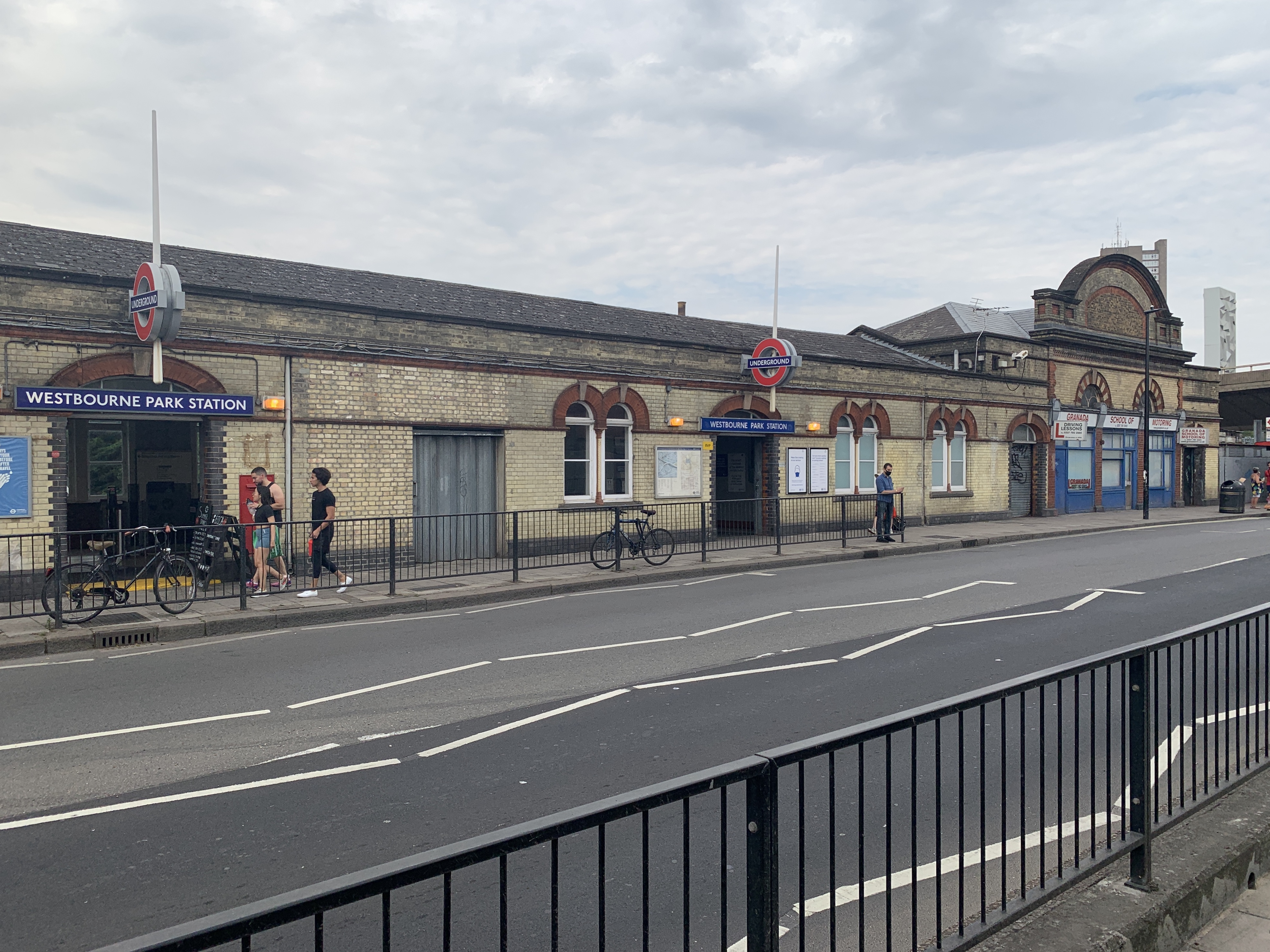
Stationsgebäude

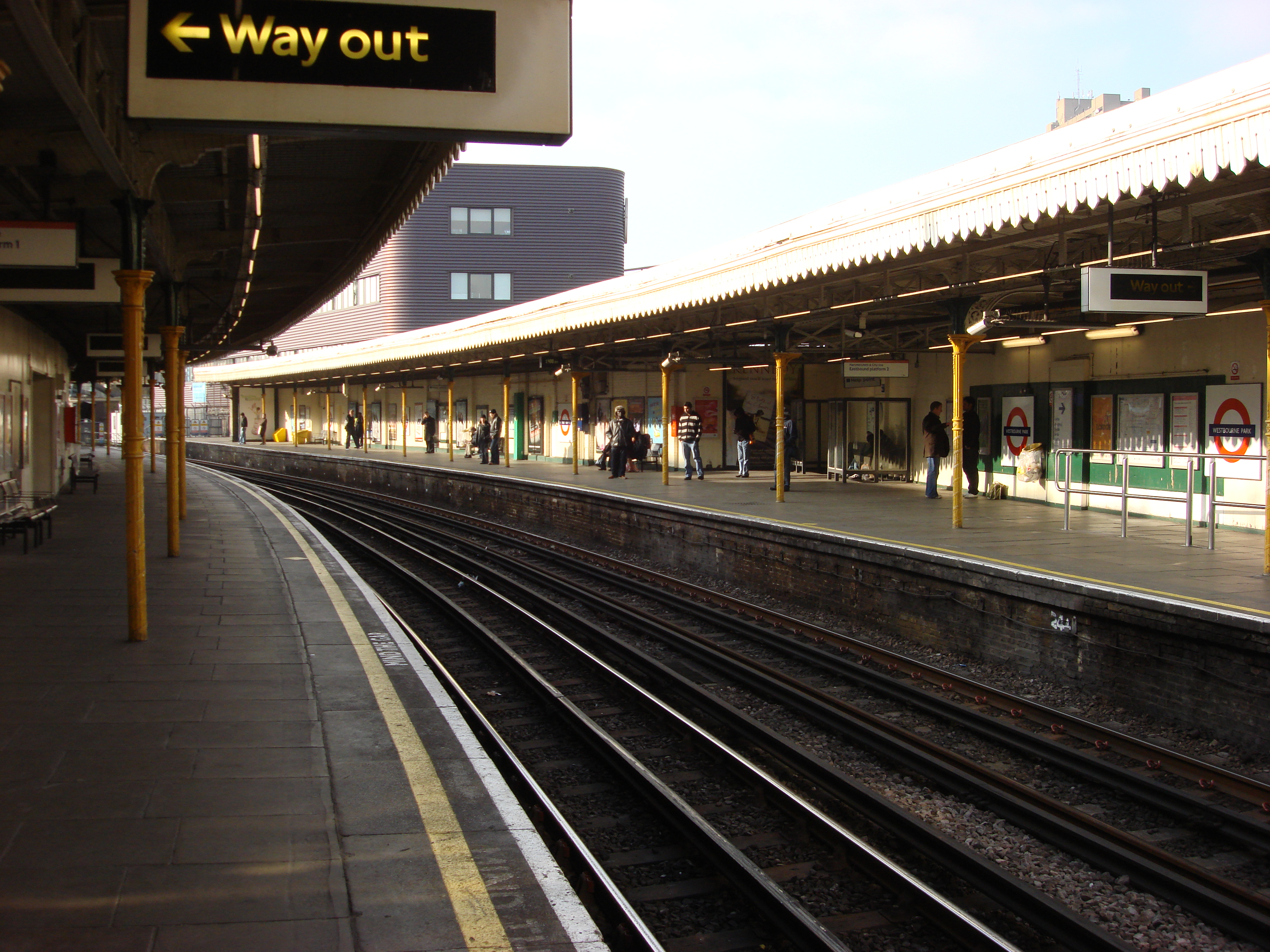
Bahnsteig

Westbourne Park ist eine oberirdische Station der London Underground im Stadtbezirk City of Westminster. Sie liegt in der Travelcard-Tarifzone 2 am Westway, einer mehrspurigen Schnellstraße. Hier verkehren Züge der Hammersmith & City Line und der Circle Line. Im Jahr 2014 nutzten 3,73 Millionen Fahrgäste die Station. Die Gleise der U-Bahn liegen parallel zur Great Western Main Line, der Haupteisenbahnstrecke zwischen Paddington und dem Westen Englands.
Die Eröffnung der Station erfolgte am 1. Februar 1866 durch die Metropolitan Railway (heutige Metropolitan Line). Die Strecke war jedoch bereits 1864 durch die Hammersmith & City Railway eröffnet worden. Diese Gesellschaft gehörte anfänglich der Great Western Railway und gelangte 1867 in den Besitz der Metropolitan Railway. Am 31. Oktober 1871 wurde die Station geschlossen und am darauf folgenden Tag etwas weiter östlich wiedereröffnet. Im Jahr 1990 erfolgte die betriebliche Verselbständigung des Hammersmith-Zweigs der Metropolitan Line unter dem Namen Hammersmith & City Line. Seit dem 13. Dezember 2009 halten hier auch Züge der Circle Line.